# Annona williamsii
Annona williamsii là loài thực vật có hoa thuộc họ Na. Loài này được (Rusby ex R.E.Fr.) H.Rainer mô tả khoa học đầu tiên năm 2007.